# Янко Драшкович
Янко Драшкович (на хърватски: Janko Drašković) (20 октомври 1770 г. — 14 януари 1856 г.) е хърватски политик, поет и писател, деец на хърватското национално възраждане.

## Биография
Янко Драшкович произлиза от един от най-знатните хърватски родове, Драшковичи. Целия си живот прекарва в семейното имение, замъка Тракошчан в Хърватско Загорие в северозападната част на страната. Получава отлично за времето си образование. Опитва се да направи кариера във военното дело, но се отказва поради здравословни причини. Увлича се от поезия и издава няколко сборници със стихове.
През двадесетте и тридесетте години на XIX в. характерен за Хърватия е процесът на усилване влиянието на Унгария във всички сфери на живота. Като част от Австро-Унгария по това време, хърватското общество е силно засегнато от тази тенденция, също както и словенското. Като противовес на тази провеждана от Австро-унгарската империя политика спрямо подчинените ѝ народи, в Хърватия възниква политическо и културно движение познато под името илиризъм, чиято цел е обединение на южните славянски народи и автономия на хърватските земи.
Янко Драшкович с ентусиазъм прегръща тази идея и става активен участник в илирийското движение като издава своя „Трактат“ (Disertacija), в който излага цялата културно-политическа, но също и икономическа и обществена програма на илиризма и призовава хърватските депутати в австро-унгарския парламент да работят в полза на тази програма. „Трактатът“ е публикуван през 1832 г. на щокавско наречие, което илиристите предвиждат да бъде основата на бъдещия литературен хърватски език.
В своя „Трактат“ Драшкович призовава за създаването на „Велика Илирия“, която да включва всички южнославянски провинции на Австро-Унгария – Хърватия, Далмация, Славония, Босна, Риека и Военната граница. В неговите схващания тя трябва да бъде независима от Унгария и управлявана от бан, директно подчинен на императора на Хабсбургската империя. Ако Хабсбургите отхвърлят този план, според Драшкович Хърватия ще бъде длъжна да се бори за пълна независимост.
През 1838 г. Янко Драшкович основава в Загреб Народна читалня, която се превръща в щаб-квартира на илирийското движение. Четири години по-късно Драшкович предлага да се създаде и културно-издателско общество към читалнята, чиято цел да бъде публикуването и разпространението на литература на хърватски език. Такова общество наистина се създава под името „Матица илирийска“ (Matica ilirska) и Драшкович става негов пръв председател, а впоследствие то е преименувано на „Матица хърватска“ (Matica hrvatska) и прераства в най-голямото за времето си хърватско научно-литературно общество с огромна просветителска работа и сериозен принос към популизирането на науката, към развитието на хърватския език и литература.
Янко Драшкович умира през 1856 г. на 86-годишна възраст в Бад Радкерсбург, пътувайки за лечение в санаториум в Германия. През 1893 г. тленните му останки са пренесени в Загреб и препогребани.